# Ruiu
Ruiu núbiai hivatalnok volt az ókori egyiptomi XVIII. dinasztia uralkodásának elején; Teh-khet főnöke, azaz egy alsó-núbiai régió kormányzója. Az Alsó-Núbiát az újbirodalom korának elején meghódító fáraók a helyi elitből neveztek ki kormányzókat az újonnan megszerzett vidék fölötti hatalmuk megerősítése céljából. Teh-khet körülbelül Debeira és Szerra vidékét foglalta magában. A helyi kormányzók egy családból kerültek ki.
Ruiu főleg fiai feliratairól ismert. Egyetlen saját emlékműve egy sztélé, amelyet Elephantinéban vásárolt egy műgyűjtő, és ma a moszkvai Puskin Múzeumban található. A sztélét Ruiu a szüleinek állíttatta, innen tudni, hogy apja neve Teti Dzsawia, anyjáé Ahhotep. Két fia, Dzsehutihotep és Amenemhat szintén Teh-khet kormányzói lettek, és felirataikon gyakran említik apjuk nevét. Ruiu testvére egy Szenmosze nevű hivatalnok volt, akinek díszes sírkápolna épült Kubbet el-Hawában.

## Fordítás
- Ez a szócikk részben vagy egészben  a   Ruiu című angol Wikipédia-szócikk ezen változatának fordításán alapul.  Az eredeti cikk szerkesztőit annak laptörténete sorolja fel. Ez a jelzés csupán a megfogalmazás eredetét és a szerzői jogokat jelzi, nem szolgál a cikkben szereplő információk forrásmegjelöléseként.